# Vickers F.B.19
El Vickers F.B.19 fue un avión de caza monoplaza de reconocimiento británico de la Primera Guerra Mundial, desarrollado a partir del prototipo Barnwell Bullet, y que a veces fue conocido como Vickers Bullet. Sirvió en el Real Cuerpo Aéreo y en la Flota Aérea Militar Imperial rusa, lo que posteriormente llevó a que la Fuerza Aérea Roja lo adoptara durante la guerra civil Rusa.

## Diseño y desarrollo
George Challenger diseñó el F.B.19, que voló por primera vez en agosto de 1916. Era un biplano monomotor, de un solo vano y de envergaduras iguales, ligeramente más pequeño que el Sopwith Camel o el Nieuport 17, con un carenado de motor proporcionalmente grande y un fuselaje alto, lo que le daba una apariencia relativamente rechoncha. Estaba armado con una ametralladora Vickers sincronizada de 7,7 mm, montada inusualmente en el lado izquierdo del fuselaje, para facilitar la instalación del mecanismo sincronizador Vickers-Challenger.
El motor Gnome Monosoupape de 100 hp proporcionaba una velocidad relativamente baja y la posición relativamente baja de la cabina, situada detrás de un motor rotativo ancho y entre alas no decaladas, limitaba severamente la visibilidad del piloto. A veces se decía que la vista más clara era hacia arriba, a través de una sección transparente en el ala superior. Se introdujeron modificaciones, incluido un motor Le Rhône o Clerget más potente de 82 kW (110 hp) y planos principales decalados que culminaron en el diseño Mk.II. El éxito relativo del avión en el frente oriental parece haberse debido en parte a que en Rusia recibió un motor más potente.

## Historia operacional

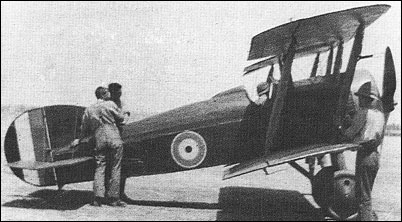
Vista lateral del Vickers F.B.19.

Se construyeron alrededor de sesenta y cinco F.B.19. A finales de 1916 se enviaron a Francia seis ejemplares de producción temprana para su evaluación operativa, donde la RAF los consideró inadecuados para las condiciones de combate que se estaban desarrollando en ese momento. Doce Mk.II fueron enviados a Oriente Medio, cinco a Palestina y siete a Macedonia; ningún escuadrón fue completamente equipado con el modelo. No fueron populares: los pilotos consideraban que la visibilidad era mala. Unos pocos Mk.II sirvieron como aviones de entrenamiento y para la defensa aérea sobre Londres, pero el modelo había sido efectivamente retirado antes de finales de 1917.
El F.B.19 encontró más aceptación en Rusia, donde fue conocido como Vikkers Bullit. En el año 1916 se envió inicialmente un único ejemplar para su evaluación. Los pilotos destacados, incluido el as Yevgraph Kruten, lo consideraron favorablemente. Fuentes rusas indican que fue equipado con un motor Clerget más potente de 130 hp, que proporcionaba una velocidad máxima de alrededor de 200 km/h, lo que hacía que el Bullit fuera más rápido que el SPAD S.VII y el Sikorsky S-20. Los rusos consiguieron entre veinte y treinta de ellos y desplegaron al menos cuatro ejemplares en unidades de primera línea, incluida una en la que el as Grigoriy Suk consiguió dos de sus victorias. Varios aviones desarmados sirvieron como entrenadores.
Después de la Revolución de Octubre, varios Bullit llegaron a manos bolcheviques. Se dice que una fuerza de seis F.B.19 se empleó en 1918 contra el Ejército Popular antibolchevique, y el modelo permaneció en servicio hasta 1924. Todos los ejemplares del F.B.19 en servicio en Rusia parecen haber sido del modelo Mk.I con alas sin decalaje. Se dice que varios ejemplares adicionales permanecieron en cajas en el muelle de Arcángel hasta que la Marina Real los destruyó durante la evacuación de la fuerza expedicionaria aliada en 1919.

## Variantes
F.B.19 Mk.I
Biplano de caza-exploración monoplaza, propulsado por un motor Gnome Monosoupape de 75 kW (100 hp) o un motor rotativo Le Rhône 9J de 82 kW (110 hp).
F.B.19 Mk.II
Biplano de caza-exploración monoplaza, propulsado por un motor Clerget 9Z de 82 kW (110 hp) o un motor rotativo Le Rhône 9J de 82 kW (110 hp).

## Operadores
Imperio ruso
- Flota Aérea Militar Imperial

 Reino Unido
- Real Cuerpo Aéreo

 República Popular Ucraniana
- Flota Aérea de la República Popular de Ucrania

 Rusia Soviética
- Fuerzas Aéreas Soviéticas

## Especificaciones (F.B.19)
Referencia datos: British Aeroplanes 1914–18

### Características generales
- Tripulación: Uno (piloto)
- Longitud: 5,5 m (18,2 ft)
- Envergadura: 7,3 m (24 ft)
- Altura: 2,5 m (8,2 ft)
- Superficie alar: 20 m² (215,3 ft²)
- Peso vacío: 408 kg (899,2 lb)
- Peso cargado: 674 kg (1485,5 lb)
- Planta motriz: 1× motor rotativo de 9 cilindros refrigerado por aire Gnome Monosoupape.
  - Potencia: 75 kW (103 HP; 102 CV)

### Rendimiento
- Velocidad máxima operativa (Vno): 164 km/h (102 MPH; 89 kt) a 3000 m (10 000 pies)
- Alcance: 2 h 45 min
- Techo de vuelo: 5300 m (17 388 ft) (absoluto)
- Tiempo a altitud: 14 min para 3000 m (10 000 pies)

### Armamento
- Ametralladoras: 

  - 1x Vickers de 7,7 mm frontal fija

## Aeronaves relacionadas

### Secuencias de designación
- Secuencia E.F.B./F.B._ (interna de Vickers): ← F.B.12 - F.B.14 - F.B.16 - F.B.19 - F.B.23 - F.B.24 - F.B.25 →